# Parti de la cause libre
Ne doit pas être confondu avec Hezbollah turc.
Le Parti de la cause libre (en turc : Hür Dava Partisi, agrégé HÜDA PAR), parfois appelé Parti de Dieu (Hüda signifiant Dieu en kurde), est un parti politique turc. D'extrême droite et islamiste, il est fondé par d'anciens membres et sympathisants du Hezbollah turc, une organisation, aujourd'hui interdite et classée terroriste, connue pour avoir combattu le Parti des travailleurs du Kurdistan (PKK) au début des années 1990 avec la complaisance des gouvernements turcs de l'époque. Soutenu principalement par des sympathisants kurdes, il est perçu comme un contre poids à l'hégémonie du Parti démocratique des peuples (HDP). 

## Historique
Basé à Ankara, son fondateur est Mehmet Hüseyin Yılmaz et son actuel président général est Zekeriya Yapıcıoğlu (en).
Le HÜDA PAR collabore avec le Parti de la justice et du développement (AKP) du président Recep Tayyip Erdoğan. Le parti appelle à soutenir ce dernier lors de l'élection présidentielle de 2018. En 2023, il soutient l'Alliance populaire pour les élections législatives et Erdoğan pour la présidentielle et quatre de ses membres (Zekeriya Yapıcıoğlu, Şehzade Demir (tr), Faruk Dinç (tr), Serkan Ramanlı (tr)) sont élus au parlement sur des listes de l'AKP. Un mois après leur élection, ils décident de reverser leur premier mois de salaire aux victimes des séismes du 6 février 2023.

## Résultats électoraux

### Élections législatives
| Année   | Voix             | %                | Sièges  | Rang | Gouvernement               |
| ------- | ---------------- | ---------------- | ------- | ---- | -------------------------- |
| 06/2015 | 70 121           | 0,16             | 0 / 550 | 11e  | Extra-parlementaire        |
| 2018    | 157 612          | 0,31             | 0 / 600 | 7e   | Extra-parlementaire        |
| 2023    | Au sein de l'AKP | Au sein de l'AKP | 4 / 600 |      | Soutien sans participation |